# Contea di Centre
La contea di Centre (in inglese Centre County) è una contea dello Stato della Pennsylvania, negli Stati Uniti. Secondo il censimento del 2010 la sua popolazione era di 153.990 abitanti. Il capoluogo di contea è Bellefonte.

## Geografia
Come suggerito dal nome, la contea è situata nella parte centrale dello Stato; il territorio, spesso boscoso, è percorso da diversi crinali e da ampie vallate che fanno parte della catena dei monti Appalachi. Il principale corso d'acqua è il ramo occidentale del Susquehanna.
Nella contea ha sede l'Università statale della Pennsylvania. Il centro principale della contea è la cittadina universitaria di State College (circa 40.000 residenti), dove la Pennsylvania State University ha il suo campus principale.

### Contee confinanti
- Contea di Clinton - nord-est
- Contea di Union - est
- Contea di Mifflin - sud-est
- Contea di Huntingdon - sud
- Contea di Blair - sud-ovest
- Contea di Clearfield - ovest

## Storia
La contea di Centre fu creata nel 1800 da parte delle contee di Huntingdon, Lycoming, Mifflin e Northumerland. Il nome si riferisce alla posizione geografica al centro dello Stato.

## Centri abitati[5]

### Borough
- Bellefonte (capoluogo)
- Centre Hall
- Howard
- Milesburg
- Millheim
- Philipsburg
- Port Matilda
- Snow Shoe
- State College
- Unionville

### Township
- Benner
- Boggs
- Burnside
- College
- Curtin
- Ferguson
- Gregg
- Haines
- Halfmoon
- Harris
- Howard
- Huston
- Liberty
- Marion
- Miles
- Patton
- Penn
- Potter
- Rush
- Snow Shoe
- Spring
- Taylor
- Union
- Walker
- Worth